# Hasbro
A Hasbro é uma empresa americana fabricante de brinquedos e jogos. É a terceira maior empresa mundial neste ramo, sendo até pouco tempo a segunda perdendo esse posto para o Lego, sendo certo que a primeira é a Mattel. A Hasbro é também o editor do jogo de tabuleiro mais popular do mundo: o Monopoly (versão popular do Banco Imobiliário, da Estrela).
A Hasbro é a maior produtora mundial de jogos de tabuleiro, em resultado das suas marcas componentes, tais como a Parker Brothers, Milton Bradley Company, Wizards of the Coast, e Avalon Hill. Além disso, eles são responsáveis por distribuir produtos da fabricante japonesa Takara Tomy no ocidente.
A Hasbro fundou uma nova empresa chamada Hasbro Interactive em 1990. Agora a Hasbro desenvolve jogos de vídeo com base nas suas próprias marcas através de desenvolvimento por terceiros e estratégias de licenciamento.
A empresa recebeu muitas críticas devido à substituição da Toy Biz pela Hasbro na fabricação da famosíssima série de bonecos Marvel Legends, por fazer figuras de péssima qualidade tanto na escultura quanto no material.[carece de fontes?] Também foi retirado o famoso comic book (revista em quadrinhos) que vinha como brinde com todas as figuras de ação. Outra coisa que a Hasbro parou de fazer foi colocar base nos bonecos, embora desde a série 8 a Toy Biz ter parado de colocar (com exceção da série 11, motoqueiros legendários, onde cada um acompanhava uma moto ou algo parecido, talvez por não ser uma série com BAF). Algo que realmente não mudou foi a inclusão de itens nas figuras, uma vez que raramente os bonecos eram acompanhados de itens.
A Atari Corporation fez uma fusão reversa com a JTS em 1996, tornando-se uma pequena divisão, que fechou depois que a JTS vendeu sua propriedade intelectual para a Hasbro Interactive em 1998, como sua subdivisão Atari Interactive, que mais tarde tornou-se Atari SA.